# Welaka
Welaka és una població dels Estats Units a l'estat de Florida. Segons el cens del 2000 tenia 586 habitants.

## Demografia
Segons el cens del 2000, Welaka tenia 586 habitants, 276 habitatges, i 173 famílies. La densitat de població era de 166,4 habitants/km².
Dels 276 habitatges en un 16,7% hi vivien nens de menys de 18 anys, en un 47,5% hi vivien parelles casades, en un 12,7% dones solteres, i en un 37,3% no eren unitats familiars. En el 31,9% dels habitatges hi vivien persones soles el 17,8% de les quals corresponia a persones de 65 anys o més que vivien soles. El nombre mitjà de persones vivint en cada habitatge era de 2,12 i el nombre mitjà de persones que vivien en cada família era de 2,63.
Per edats la població es repartia de la següent manera: un 17,2% tenia menys de 18 anys, un 5,5% entre 18 i 24, un 19,6% entre 25 i 44, un 30,2% de 45 a 60 i un 27,5% 65 anys o més.
L'edat mediana era de 52 anys. Per cada 100 dones de 18 o més anys hi havia 84,4 homes.
La renda mediana per habitatge era de 25.069 $ i la renda mediana per família de 30.938 $. Els homes tenien una renda mediana de 29.583 $ mentre que les dones 20.938 $. La renda per capita de la població era de 14.495 $. Entorn del 15,8% de les famílies i el 25% de la població estaven per davall del llindar de pobresa.

## Poblacions més properes
El següent diagrama mostra les poblacions més properes.